# Alloclusia costalis
Alloclusia costalis är en tvåvingeart som beskrevs av Malloch 1933. Alloclusia costalis ingår i släktet Alloclusia och familjen träflugor. Inga underarter finns listade i Catalogue of Life.